# Anna Botsford Comstock
Anna Botsford Comstock (Otto, 1 de setembro de 1854 – Ithaca, 24 de agosto de 1930) foi uma ilustradora, educadora, artista, conservacionista e membro do movimento pelo meio ambiente norte-americana. Sem ter formação específica em desenho, ela observava plantas e insetos pelo microscópio e depois os desenhava.

## Biografa

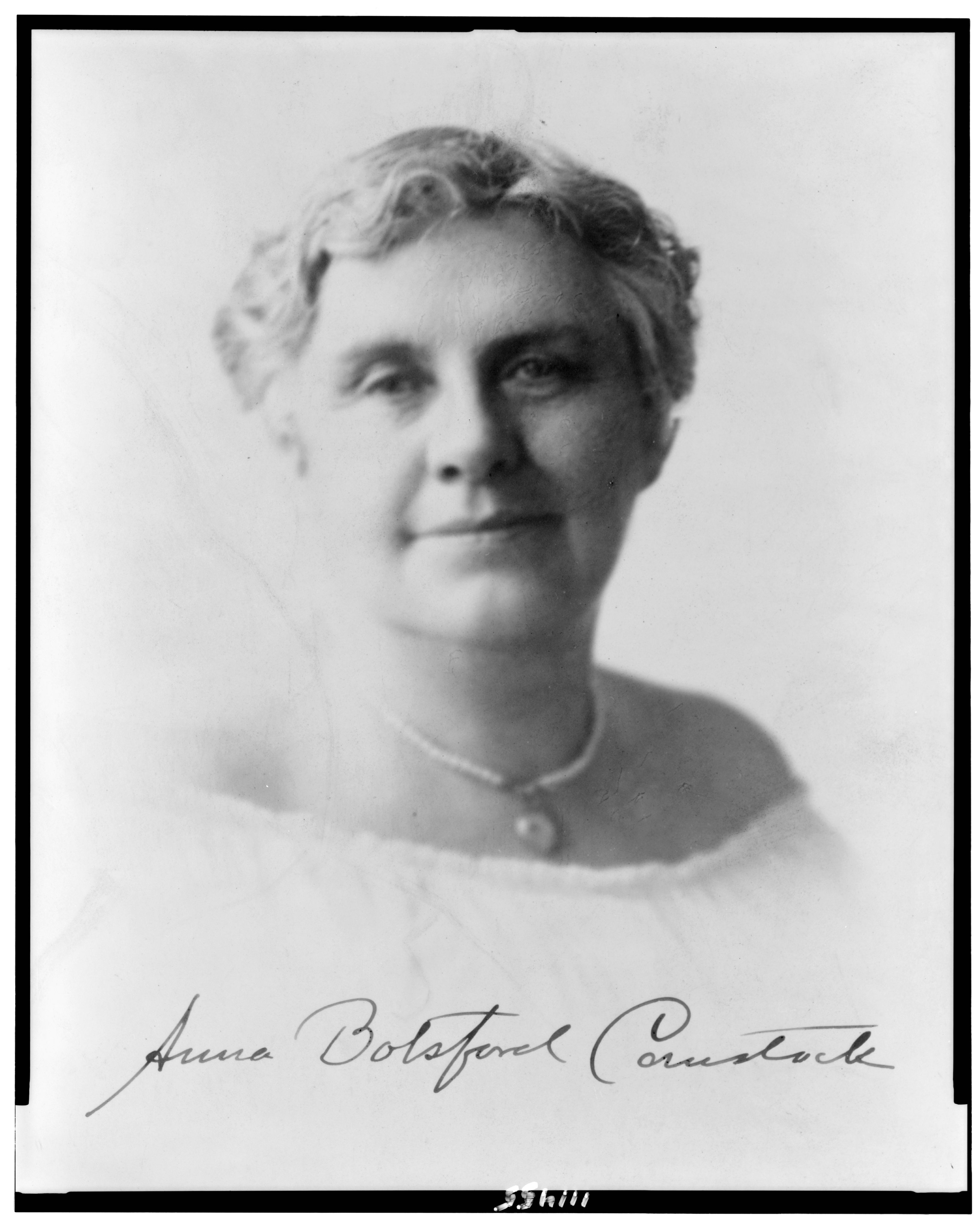
Fotografia de Anna Botsford creditada entre 1904 e 1924, de autor desconhecido.

Anna Bostford nasceu em Otto, uma cidade com menos de mil habitantes, em 1854, filha de Marvin e Phebe Irish Botsford. Cresceu em uma fazenda, onde junto da mãe, passava muito tempo no jardim e nos bosques observando flores, pássaros e árvores. Para uma época em que mulheres não recebiam educação formal, Anna estudou em uma escola metodista apenas para meninas, formando-se no magistério na cidade de Randolph, no mesmo condado e depois retornou a Otto para lecionar.

## Carreira
Em 1874, Anna ingressou na recém-fundada Cornell University, em Ithaca. Enquanto estudava e frequentava aulas e palestras, Anna conheceu o entomólogo e professor John Henry Comstock, que a encorajou a cultivar o seu já crescente interesse nas ciências naturais e a escolheu como sua assistente em pesquisa. Por ser muito boa em desenho, ela começou a ilustrar os insetos capturados por John e se tornou uma das mais hábeis e detalhistas ilustradoras científicas da época. Trabalhando tão próximos por tanto tempo, os dois acabaram se relacionando e se casaram em 1878.
Anna continuou seus estudos em Cornell e em 1885 se formou com bacharelado em ciências. John foi entomólogo chefe do Departamento de Agricultura dos Estados Unidos de 1879 a 1881. Anna estudou seus insetos e os ilustrou em detalhes para vários de seus artigos e relatórios para o governo, tendo inclusive estudado gravação em madeira para preparar ilustrações para o livro "Introdução à entomologia", de 1888, escrito por seu marido. Em 1888, Anna se tornou a primeira mulher a ingressar na Sigma Xi, uma sociedade nacional devotada às ciências.
Anna gravou mais de 600 placas para o "Manual para estudos de insetos" (1895), "Vida dos insetos" (1897) e "Como estudar borboletas" (1904),, os dois últimos sendo de sua co-autoria. Suas gravações e ilustrações também foram expostas em museus e universidades, ganhando vários prêmios, tendo inclusive sido aprecia na Exposição Universal de 1900, em Paris. Foi reconhecida como uma das mais prolíficas autoras originais de gravações em madeira para ilustrações.
Anna escreveu e ilustrou diversos livros, incluindo Ways of the Six-Footed (1903), e Trees at Leisure (1916). Ela também escreveu uma obra de ficção,Confessions to a Heathen Idol (1906).

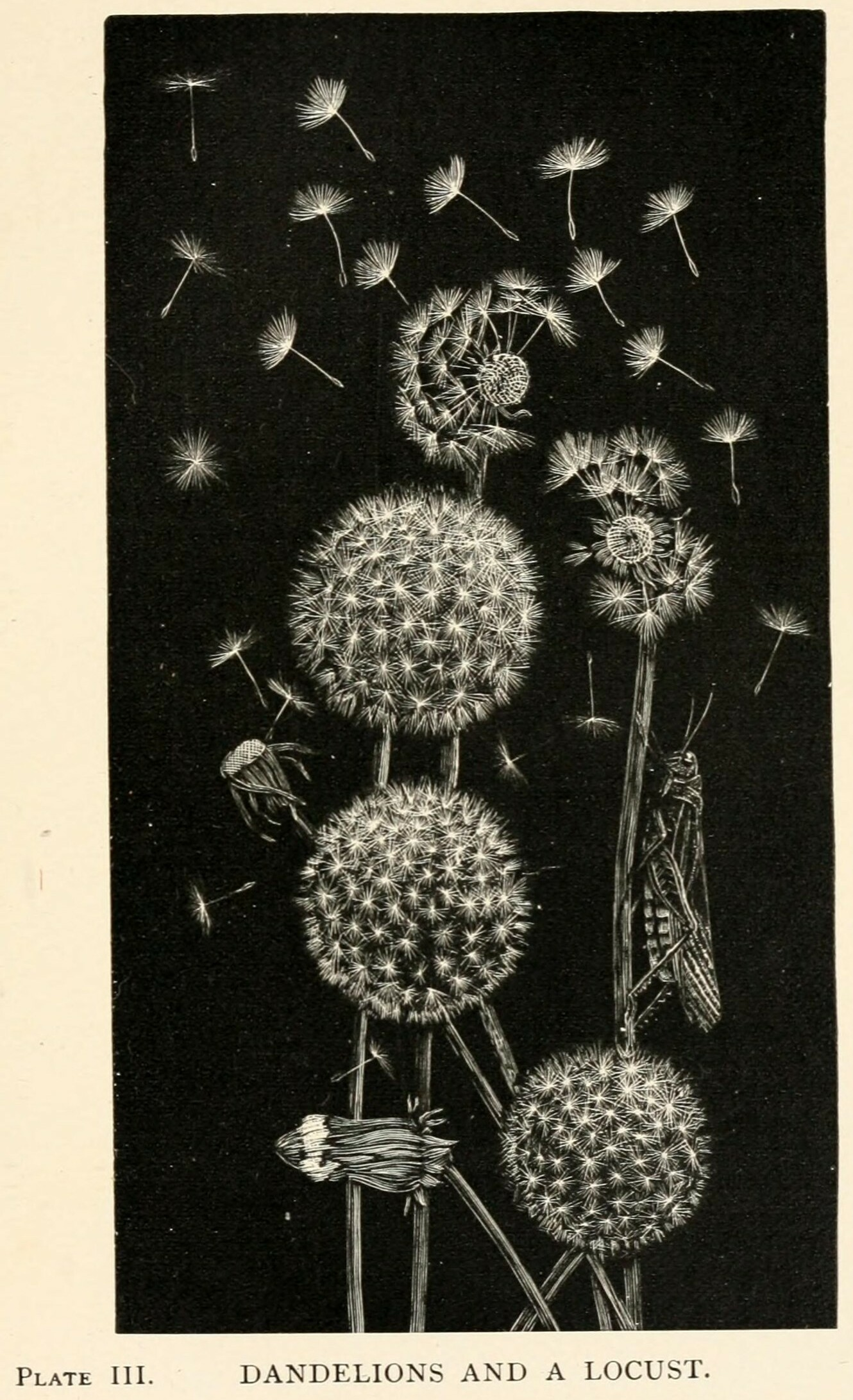
Anna Botsford Comstock, placa III. Gravação em madeira. Vida dos insetos (1897), de John Henry Comstock.

Seu livro The Handbook of Nature Study tornou-se literatura padrão para professores das ciências naturais e foi traduzido em oito idiomas, tendo mais de 20 reimpressões. Ainda hoje é impresso e utilizado em sala de aula. Anna também é reconhecida por levar seus estudantes e outros professores para trabalhos de campo, estudando a natureza em seu ambiente. Em 1895, ela foi indicada para o Comitê Agrário de Nova York, onde planejava e implementava cursos experimentais sobre ciências naturais e meio ambiente para o programa nacional de escolas públicas. Ela percorreu o país dando palestras e aulas em várias universidades, defendendo o programa e preparando materiais para se usar em sala de aula.
Em 1897, começou a dar aulas na Cornell University, tendo sido a primeira professora mulher da instituição. Porém, por 20 anos, lhe foi negado o cargo de professora titular apenas por ser mulher, tendo conseguido o cargo em 1920. Em 1953 foi publicada sua autobiografia, The Comstocks of Cornell: John Henry Comstock and Anna Botsford Comstock.

## Aposentadoria e morte
Em 1922, Anna se aposentou da Cornell University como professora emérita, mas continuou a lecionar em cursos de verão. Em 1923, a Liga das Mulheres Eleitoras escolheu Anna e sua colega de universidade, Martha Van Rensselaer, como duas das maiores norte-americanas da história, contribuindo para suas áreas com excelência para uma melhor compreensão do mundo.
Anna morreu em Ithaca, em 24 de agosto de 1930, aos 75 anos. Seus métodos pioneiros de educação e técnicas de magistério na educação de crianças foram essenciais para várias gerações tanto de professores quanto estudantes.